# ری روفلز
ری روفلز (انگلیسی: Ray Ruffels؛ زادهٔ ۲۳ مارس ۱۹۴۶) یک تنیس‌باز اهل استرالیا است.